# Salmo 150
O Salmo 150 é o 150.º e último salmo do Livro dos Salmos. O Livro dos Salmos faz parte da terceira seção da Bíblia hebraica, e é um livro do Antigo Testamento cristão. O Salmo 150 é geralmente conhecido em português por seu sexto e último versículo na Versão Almeida Corrigida Fiel: "Tudo quanto tem fôlego louve ao Senhor. Louvai ao Senhor." Em latim, é conhecido como "Laudate Dominum in sanctis eius". Assim como os Salmos 146, 147, 148 e 149, o Salmo 150 começa e termina em hebraico com a palavra Aleluia ("Louvai ao Senhor"). Além disso, Guzik observa que cada um desses cinco livros dos Salmos termina com uma doxologia, com o Salmo 150 representando a conclusão dos cinco livros, bem como a conclusão de toda a obra. Henry observa ainda que este salmo final é paralelo ao primeiro salmo, pois eles têm o mesmo número de versículos.
No Salmo 150, o salmista exorta a congregação a louvar a Deus com música e dança, citando nove tipos de instrumentos musicais. Por isso também é chamado de "salmo dos músicos" e "louvor para além das palavras". Embora a tradução exata de alguns desses nove instrumentos seja desconhecida, os comentaristas judeus identificaram o shofar, a lira, a harpa, o tambor, o órgão, a flauta, o címbalo e a trombeta. Santo Agostinho observa que todas as faculdades humanas são usadas para produzir música a partir desses instrumentos: "O sopro é usado para tocar a trombeta; os dedos são usados para tocar as cordas do saltério e da harpa; toda a mão é empregada para bater o tamboril; os pés se movem na dança".
O salmo, um salmo de hino de louvor, é uma parte regular das liturgias judaica, católica, luterana, anglicana e protestante. Foi parafraseado em hinos e muitas vezes foi musicado, ou seja, foi transformado em música, textos ou composições. Os compositores escreveram cenários ao longo dos séculos, em várias línguas, incluindo o cenário alemão de Anton Bruckner de 1892; o terceiro movimento da Sinfonia dos Salmos de Ígor Stravinski em latim; e o terceiro movimento, Tehilim, em hebraico de Karl Jenkins em 2010.

## Texto
O Salmo 150 foi escrito originalmente na língua hebraica, e está dividido em 6 versículos.

### Versão da Bíblia Hebraica
O texto a seguir está relatado conforme o original da Bíblia Hebraica:
| Versículos | Hebraico                              |
| ---------- | ------------------------------------- |
| 1          | הַ֥לְלוּיָ֨הּ הַֽלְלוּ־אֵ֥ל בְּקָדְשׁ֑וֹ הַֽ֜לְ֗לוּהוּ בִּרְקִ֥יעַ עֻזּֽוֹ |
| 2          | הַֽלְלוּהוּ בִּגְבֽוּרֹתָ֑יו הַֽ֜לְל֗וּהוּ כְּרֹ֣ב גֻּדְלֽוֹ       |
| 3          | הַֽלְלוּהוּ בְּתֵ֣קַע שׁוֹפָ֑ר הַֽ֜לְל֗וּהוּ בְּנֵ֣בֶל וְכִנּֽוֹר    |
| 4          | הַֽלְלוּהוּ בְתֹ֣ף וּמָח֑וֹל הַֽ֜לְל֗וּהוּ בְּמִנִּ֥ים וְעֻגָֽב    |
| 5          | הַֽלְלוּהוּ בְּצִֽלְצְלֵי־שָׁ֑מַע הַֽ֜לְל֗וּהוּ בְּצִלְצְלֵ֥י תְרוּעָֽה |
| 6          | כֹּ֣ל הַ֖נְּשָׁמָה תְּהַלֵּ֥ל יָ֜֗הּ הַֽלְלוּיָֽהּ               |

### Versão Almeida Corrigida Fiel
O texto a seguir está relatado conforme a versão Almeida Corrigida Fiel:
1. Louvai ao SENHOR. Louvai a Deus no seu santuário; louvai-o no firmamento do seu poder.
2. Louvai-o pelos seus atos poderosos; louvai-o conforme a excelência da sua grandeza.
3. Louvai-o com o som de trombeta; louvai-o com o saltério e a harpa.
4. Louvai-o com o tamborim e a dança, louvai-o com instrumentos de cordas e com órgãos.
5. Louvai-o com os címbalos sonoros; louvai-o com címbalos altissonantes.
6. Tudo quanto tem fôlego louve ao Senhor. Louvai ao Senhor.